# Seitan

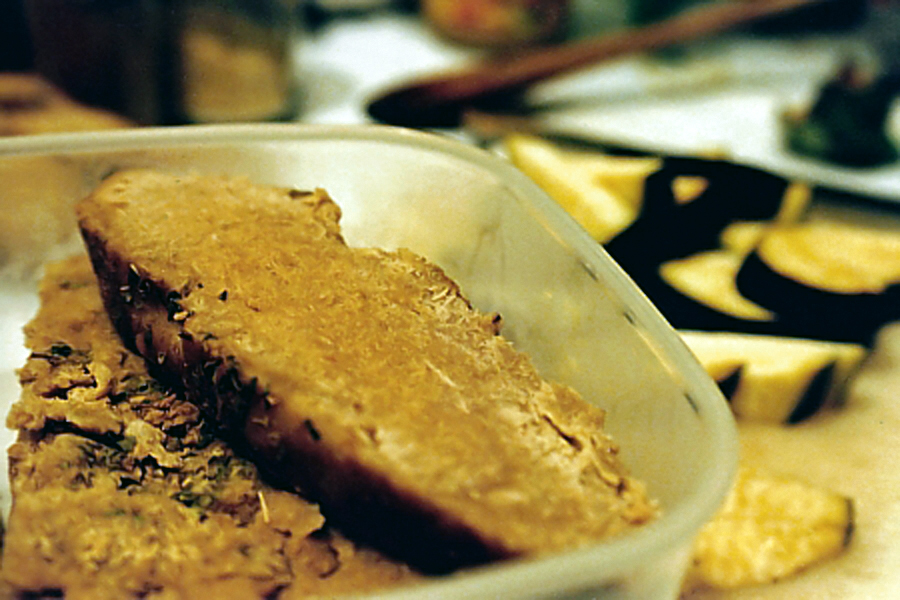
Seitan

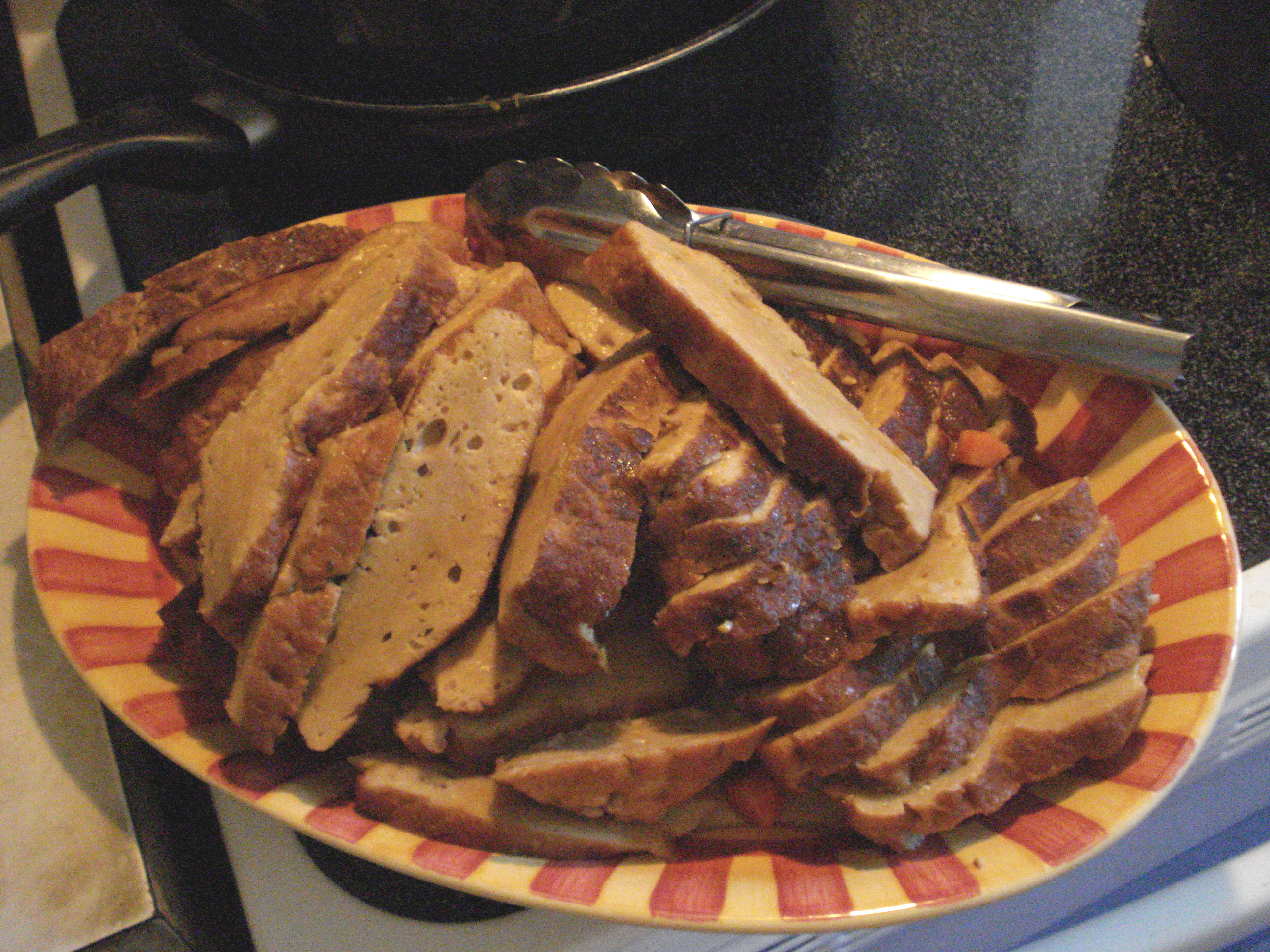
Plakken geroosterde seitan

Seitan is een eiwitrijk veganistisch product, met een op vlees lijkende vezelstructuur. Het heeft naast een hartige smaak ook een lange geschiedenis. Oorspronkelijk werd het product gegeten in China, Korea, Japan, Rusland en het Midden-Oosten. De naam ‘Seitan’ komt uit Japan, waar het al honderden jaren op traditionele wijze wordt bereid.

## Samenstelling
Seitan wordt gemaakt van tarwe-gluten, de elastische eiwitsubstantie uit tarwemeel. Ook van spelt kan seitan worden gemaakt.
Het maken van seitan is een eenvoudig natuurlijk procedé dat in het Verre en Midden-Oosten al eeuwenlang wordt toegepast. Van tarwemeel wordt een soepel brooddeeg gemaakt. Dit wordt gekneed totdat het gluten vrijkomt uit de tarwe. Vervolgens worden zetmeel en zemelen in koud water uit het deeg gewassen. Het tarwegluten dat overblijft wordt gekookt in een bouillon van tamari sojasaus, kombu (zeewier) en gember. Afhankelijk van het merk wordt er nog laurier, kerrie en paprikapoeder aan toegevoegd. Dit geeft seitan zijn hartige smaak. Bovendien wordt hierdoor de verteerbaarheid beter. De smaak en consistentie van seitan hangen af van de soort tarwe, de versheid en hoe fijn het is gemalen.
Seitan heeft een vleesachtige structuur, smaakt kruidig, en is ideaal als vleesvervanger voor vegetariërs en veganisten (al is het geen bron van vitamine B12).
De toevoeging van kombu (zeewier) aan de bouillon zorgt voor een verhoogd gehalte aan organische verbindingen en sporenelementen. Door de combinatie van seitan met tamari (sojasaus) wordt de opname van de plantaardige eiwitten in het lichaam sterk verhoogd. Het percentage nuttig opneembare eiwitten is 67%. Seitan bevat geen cholesterol, verzadigde vetzuren en purine (urinezuur) en is bovendien licht verteerbaar. Daarbij is het voedzaam, met 22% plantaardige eiwitten. Het is een energierijke vleesvervanger en snel te bereiden.

## Gebruik
Het kan in kleine stukjes in de soep worden gedaan of worden geserveerd bij rijst, macaroni of spaghetti. Seitan kan ook gebraden en gebakken worden als vlees. 5 tot 10 minuten in de koekenpan zijn over het algemeen voldoende voor een korstje. Seitan leent zich ook voor grillen aan satéstokjes.

## Intolerantie
Aangezien seitan gemaakt is van gluten kunnen mensen met een glutenintolerantie (coeliakie) of glutenallergie geen seitan eten.
Personen met soja-allergie kunnen beter ook geen seitan eten, aangezien er meestal sojasaus (tamari) in verwerkt zit.

## Voedingswaarde
Gezien de voedingswaarde is seitan een van de goedkoopste eiwitbronnen in het dagelijks menu:
Voedingswaarde per 100 gram:
|                                                | Energie  | Eiwitten  | Vetten    |
| ---------------------------------------------- | -------- | --------- | --------- |
| Seitan                                         | 120 kcal | 24,8 gram | 0,2 gram  |
| Seitan, bereid                                 | 134 kcal | 24,1 gram | 0,2 gram  |
| Tempé                                          | 120 kcal | 11,7 gram | 6,6 gram  |
| Tofoe                                          | 115 kcal | 11,6 gram | 7,0 gram  |
| Rundvlees, biefstuk, mager, Belgisch wit-blauw | 98 kcal  | 22,8 gram | 0,8 gram  |
| Forel                                          | 98 kcal  | 18,4 gram | 2,7 gram  |
| Haring                                         | 216 kcal | 18,0 gram | 16,0 gram |
| Kabeljauw                                      | 72 kcal  | 16,6 gram | 0,6 gram  |
| Tonijn                                         | 114 kcal | 27,4 gram | 0,5 gram  |
| Zalm                                           | 222 kcal | 18,4 gram | 16,5 gram |
| Gouda, Hollandse                               | 396 kcal | 25,6 gram | 32,7 gram |
| Smeerkaas, halfvette                           | 256 kcal | 15,8 gram | 20,5 gram |
| Voltarwemeel                                   | 306 kcal | 10,0 gram | 2,0 gram  |